# Eketorp (naturreservat)
Eketorp är ett naturreservat i Nässjö kommun i Jönköpings län.
Området är naturskyddat sedan 2016 och är 23 hektar stort. Reservatet består av naturskogsartad granskog/barrblandskog och sumpskog.